# Escaunets
Escaunets település Franciaországban, Hautes-Pyrénées megyében. Lakosainak száma 117 fő (2022. január 1.). Escaunets Villenave-près-Béarn, Bédeille, Maure, Montaner, Ponson-Debat-Pouts, Pontiacq-Viellepinte és Séron községekkel határos.

## Népesség
A település népességének változása:
| Lakosok száma | 122  | 128  | 133  | 126  | 123  | 120  | 121  | 119  | 117  |
|               | 2013 | 2015 | 2016 | 2017 | 2018 | 2019 | 2020 | 2021 | 2022 |